# Mourmansk-BN
Pour les articles homonymes, voir Mourmansk (homonymie).
Mourmansk-BN  (russe: Мурманск-БН) est un dispositif de guerre électronique côtière mobile russe monté sur véhicule porteur KamAZ-5350, introduit en 2014 dans l'armée russe. Il s'agit d'un système de guerre électronique développé en 1992, non mis en œuvre en raison de la chute du bloc soviétique.

## Description
Il s'agit d'un système de guerre électronique côtière sur ondes courtes. Le système peut exécuter des opérations COMINT d'interception des signaux ennemis et de les supprimer sur des distances allant jusqu'à 5 000 kilomètres, et effectuer un brouillage à niveau opérationnel dans la bande ondes courtes,,,,,.
Le complexe est monté sur sept véhicules KAMAZ. Le complexe d'antennes est monté sur quatre supports télescopiques jusqu'à 32 mètres de haut. Le temps de déploiement standard est de 72 heures. Le complexe est capable de détecter et de supporter les communications radio à ondes courtes (HF) typiques et d'interférer avec les lignes de communication radio HF dans les unités de commandement et de contrôle opérationnelles-stratégiques et opérationnelles-tactiques de l'ennemi.

## Déploiement
En décembre 2014, la flotte du Nord en reçoit la capacité.
En 2017, le complexe est entré en service en Crimée avec le centre de guerre électronique (EW) de la flotte de la mer Noire.
Fin 2018, le complexe Mourmansk-BN est entré en service au 841e centre de guerre électronique distinct de la flotte de la Baltique dans la région de Kaliningrad.
En avril 2022, le complexe a été observé en service dans le cadre de la guerre en Ukraine.